# メヘディンチ県
| 県章 メヘディンチ県の位置 |                                |
| 地域                      | 南西地域                       |
| 歴史的な地域              | オルテニア、バナト             |
| 県都                      | ドロベタ＝トゥルヌ・セヴェリン |
| 面積                      | 4,933km²                       |
| 人口                      | 234,339人（2021年）            |
| 人口密度                  | 48人/km²                       |
| ISO 3166-2                | RO-MH                          |

メヘディンチ県 （メヘディンチけん、ルーマニア語:Judeţul Mehedinţi, 発音:me.he.'din.ʦi）は、ルーマニアの県。オルテニア地方とバナト地方（西部のわずかな部分）にまたがる。県都はドロベタ＝トゥルヌ・セヴェリン。南部はブルガリアのヴィディン州と、南西部はセルビアのボル郡と、北西はカラシュ＝セヴェリン県と、北東はゴルジュ県と、そして南東はドルジュ県と接する。
日本語ではメヘディンツィの表記もあり、こちらの方がより原語発音に近い。

## 人口統計
人口は234,339人（2021年国勢調査）。主要民族構成は下記の通り。
- ルーマニア人 - 191,250人
- ロマ人 - 12,768人

| 年   | 県人口  |
| ---- | ------- |
| 1948 | 304,788 |
| 1956 | 304,091 |
| 1966 | 310,021 |
| 1977 | 322,371 |
| 1992 | 332,673 |
| 2002 | 306,732 |
| 2011 | 254,570 |
| 2021 | 234,339 |

## 地理
県面積は4,933平方キロメートルである。北西部には南カルパチア山脈の西の端である、1,500メートル以上のメヘディンチ山脈がある。標高は東部へ向かって低くなり、丘陵を通過してルーマニア平原の西端である高原地帯となる。
南部はドナウ川が流れて、水路や池のある幅の広い谷を形成する。その他の重要な河川は、ジウ川の支流である東側のモトル川である。県西部を流れるチェルナ川は、オルテニアとバナトの間を通過する。

## 経済
エネルギー分野が県内で発展を続けている。ドナウ川流域には2つの大規模水力発電所がある。ドロベタ＝トゥルヌ・セヴェリンには重水複合施設がある。
県の主要産業には以下のものがある。
- 化学工業
- 食品・飲料製造
- 織物産業
- 機械部品製造
- 鉄道・船舶設備製造
- 林業と製紙業

県北部は、石炭と銅の産出地である。
県南部は農業が主であり、穀物生産が広範囲で行われている。野菜も生産され、ワイン生産と果樹園も重要である。

## 観光
- ドロベタ＝トゥルヌ・セヴェリン - ドナウ川にかけられたトラヤヌス帝時代の橋の廃墟がある
- オルショヴァ
- メヘディンチ山脈
- 鉄門 (ドナウ川)

## 行政区画
県は2つの都市、3つの町、61の基礎自治体からなる。

### 主な都市
- ドロベタ＝トゥルヌ・セヴェリン
- オルショヴァ